# Lorraine Bracco
Lorraine Bracco (Brooklyn (New York), 2 oktober 1954) is een Amerikaanse actrice die in 1991 werd genomineerd voor een Academy Award en een Golden Globe voor haar rol in de film Goodfellas. Voor haar rol als Dr. Jennifer Melfi in The Sopranos werd ze vier keer genomineerd voor een Emmy Award en nog drie keer voor een Golden Globe.

## Biografie
Bracco werd in 1954 geboren in Brooklyn, maar groeide op in Hicksville. In 1974 verhuisde ze naar Frankrijk om daar modellenwerk te doen voor Jean Paul Gaultier.

### Carrière
Haar eerste rol als actrice was in het eerste seizoen van de serie Crime Story, waarin ze een gijzelaar speelde. Ook speelde Bracco in films als Riding in Cars with Boys, The Basketball Diaries en Medicine Man.
Ze brak door in de film Goodfellas, waarin ze de vrouw van een maffioso gestalte gaf. Voor deze rol kreeg ze een nominatie voor Academy Award voor beste vrouwelijke bijrol. Tijdens de screening voor de serie The Sopranos auditeerde Bracco wederom voor de rol als vrouw van een maffioso, maar werd ze de psychiater van maffiabaas Tony Soprano. Deze rol leverde haar vier Emmy Award nominaties op (1999, 2000, 2001 en 2007).

### Privé
Bracco is twee keer gescheiden. De eerste keer trouwde ze met Daniel Guerard. Na de scheiding met Guerard kreeg ze een langdurige relatie met acteur Harvey Keitel. In 1994 trouwde Bracco met acteur Edward James Olmos, waarna de twee in 2002 uit elkaar gingen. Bracco heeft twee kinderen.
Bracco is eigenaar van Bracco Wines, waarvan de wijngaarden zich in Italië bevinden. Door haar kennis van wijn werd Bracco in 2006 gevraagd om de rol als gast-jurylid op zich te nemen in het Amerikaanse kookprogramma Top Chef. Op 24 mei 2007 was Bracco te gast in het Amerikaanse praatprogramma The Oprah Winfrey Show om haar boek On the Couch te bespreken.

## Filmografie
- Pinocchio (2022, stem)
- Blue Bloods (2010, televisieserie)
- Rizzoli & Isles  (2010, televisieserie)
- Long Island Confidential (2008, televisiefilm)
- Snowglobe (2007, televisiefilm)
- My Suicidal Sweetheart (2005)
- Death of a Dynasty (2003)
- Tangled (2001)
- Riding in Cars with Boys (2001)
- Sex in Our Century (2001, televisiefilm)
- Custody of the Heart (2000, televisiefilm)
- Ladies Room (1999)
- The Taking of Pelham One Two Three (1998, televisiefilm)
- Silent Cradle (1997)
- Lifeline (1996, televisiefilm)
- Les menteurs (1996)
- Hackers (1995)
- The Basketball Diaries (1995)
- Getting Gotti (1994, televisiefilm)
- Even Cowgirls Get the Blues (1993)
- Scam (1993, televisiefilm)
- Being Human (1993)
- Traces of Red (1992)
- Radio Flyer (1992)
- Medicine Man (1992)
- Switch (1991)
- Talent for the Game (1991)
- Goodfellas (1990)
- In una notte di chiaro di luna (1989, aka As Long as It's Love)
- The Dream Team (1989)
- Sing (1989)
- Someone to Watch Over Me (1987)
- The Pick-up Artist (1987)
- Un complicato intrigo di donne, vicoli e delitti (1986, aka Camorra (A Story of Streets, Women and Crime)
- Fais gaffe à la gaffe! (1981, Franstalig)
- Mais qu'est-ce que j'ai fait au Bon Dieu pour avoir une femme qui boit dans les cafés avec les hommes? (1980, Franstalig, aka What Did I Ever Do to the Good Lord to Deserve a Wife Who Drinks in Cafes with Men?)
- Duos sur canapé (1979, Franstalig)